# Siviya
Siviya – wieś w Botswanie w dystrykcie North East. Według spisu ludności z 2011 roku wieś liczyła 1289 mieszkańców.